# سورن پیپویان
سورن واهانی پیپویان (ارمنی: Սուրեն Վահանի Պիպոյան؛ زاده ۱۸ اوت ۱۹۲۲ - درگذشته ۲۵ مهٔ ۲۰۰۵) نقاش اهل ارمنستان بود.

## زندگی‌نامه
وی در ۱۸ اوت ۱۹۲۲ در گاوار به دنیا آمد و از کالج دولتی هنرهای زیبای پانوس ترلمزیان و  انستیتو دولتی هنری و نمایشی ایروان فارغ‌التحصیل گشت. عضو اتحادیه نقاشان ارمنستان وی همچنین برنده جوایزی همچون نقاش شایسته ارمنستان شوروی و نشان برجسته افتخار شد. وی در ۲۵ مهٔ ۲۰۰۵ در سن ۸۲ سالگی در ایروان درگذشت.